# جام حذفی فوتبال پرتغال
جام حذفی فوتبال پرتغال (به پرتغالی: Taça de Portugal) جام حذفی فوتبال کشور پرتغال است که در سال ۱۹۳۸ راه‌اندازی شده‌است.
باشگاه فوتبال بنفیکا با ۲۶ قهرمانی پرافتخارترین تیم این سری مسابقات به حساب می‌آید.

## نتایج بر پایه باشگاه
| باشگاه            | تعداد قهرمانی | تعداد نایب قهرمانی | سال‌های قهرمانی | سال‌های نایب قهرمانی                                                                 |
| ----------------- | ------------- | ------------------ | --- | ----------------------------------------------------------------------------------- |
| بنفیکا            | ۲۶            | ۱۱                 | ۱۹۴۰، ۱۹۴۳، ۱۹۴۴، ۱۹۴۹، ۱۹۵۱، ۱۹۵۲، ۱۹۵۳، ۱۹۵۵، ۱۹۵۷، ۱۹۵۹، ۱۹۶۲، ۱۹۶۴، ۱۹۶۹، ۱۹۷۰، ۱۹۷۲، ۱۹۸۰، ۱۹۸۱، ۱۹۸۳، ۱۹۸۵، ۱۹۸۶، ۱۹۸۷، ۱۹۹۳، ۱۹۹۶، ۲۰۰۴، ۲۰۱۴، ۲۰۱۷ | ۱۹۳۹، ۱۹۵۸، ۱۹۶۵، ۱۹۷۱، ۱۹۷۴، ۱۹۷۵، ۱۹۸۹، ۱۹۹۷، ۲۰۰۵، ۲۰۱۳، ۲۰۲۰                    |
| پورتو             | ۲۰            | ۱۴                 | ۱۹۵۶، ۱۹۵۸، ۱۹۶۸، ۱۹۷۷، ۱۹۸۴، ۱۹۸۸، ۱۹۹۱، ۱۹۹۴، ۱۹۹۸، ۲۰۰۰، ۲۰۰۱، ۲۰۰۳، ۲۰۰۶، ۲۰۰۹، ۲۰۱۰، ۲۰۱۱، ۲۰۲۰، ۲۰۲۲، ۲۰۲۳، ۲۰۲۴                                     | ۱۹۵۳، ۱۹۵۹، ۱۹۶۱، ۱۹۶۴، ۱۹۷۸، ۱۹۸۰، ۱۹۸۱، ۱۹۸۳، ۱۹۸۵، ۱۹۹۲، ۲۰۰۴، ۲۰۰۸، ۲۰۱۶، ۲۰۱۹، |
| اسپورتینگ         | ۱۷            | ۱۲                 | ۱۹۴۱، ۱۹۴۵، ۱۹۴۶، ۱۹۴۸، ۱۹۵۴، ۱۹۶۳، ۱۹۷۱، ۱۹۷۳، ۱۹۷۴، ۱۹۷۸، ۱۹۸۲، ۱۹۹۵، ۲۰۰۲، ۲۰۰۷، ۲۰۰۸، ۲۰۱۵، ۲۰۱۹                                                       | ۱۹۵۲، ۱۹۵۵، ۱۹۶۰، ۱۹۷۰، ۱۹۷۲، ۱۹۷۹، ۱۹۸۷، ۱۹۹۴، ۱۹۹۶، ۲۰۰۰، ۲۰۱۲، ۲۰۱۸              |
| بوآویستا          | ۵             | ۱                  | ۱۹۷۵، ۱۹۷۶، ۱۹۷۹، ۱۹۹۲، ۱۹۹۷ | ۱۹۹۳                                                                                |
| ویتوریا ستوبال    | ۳             | ۷                  | ۱۹۶۵، ۱۹۶۷، ۲۰۰۵ | ۱۹۴۳، ۱۹۵۴، ۱۹۶۲، ۱۹۶۶، ۱۹۶۸، ۱۹۷۳، ۲۰۰۶                                            |
| بلننسس            | ۳             | ۵                  | ۱۹۴۲، ۱۹۶۰، ۱۹۸۹ | ۱۹۴۰، ۱۹۴۱، ۱۹۴۸، ۱۹۸۶، ۲۰۰۷                                                        |
| براگا             | ۳             | ۴                  | ۱۹۶۶، ۲۰۱۶، ۲۰۲۱ | ۱۹۷۷، ۱۹۸۲، ۱۹۹۸، ۲۰۱۵                                                              |
| آکادمیکا          | ۲             | ۳                  | ۱۹۳۹، ۲۰۱۲ | ۱۹۵۱، ۱۹۶۷، ۱۹۶۹                                                                    |
| ویتوریا گیمارش    | ۱             | ۶                  | ۲۰۱۳ | ۱۹۴۲، ۱۹۶۳، ۱۹۷۶، ۱۹۸۸، ۲۰۱۱، ۲۰۱۷                                                  |
| لیکسوس            | ۱             | ۱                  | ۱۹۶۱ | ۲۰۰۲                                                                                |
| بیرامار           | ۱             | ۱                  | ۱۹۹۹ | ۱۹۹۱                                                                                |
| استرلا آمادورا    | ۱             | ۰                  | ۱۹۹۰ | –                                                                                   |
| اتلتیکو پرتغال    | ۰             | ۲                  | – | ۱۹۴۶، ۱۹۴۹                                                                          |
| ماریتیمو          | ۰             | ۲                  | – | ۱۹۹۵، ۲۰۰۱                                                                          |
| ریو آوه           | ۰             | ۲                  | – | ۱۹۸۴، ۲۰۱۴                                                                          |
| استوریل پرایا     | ۰             | ۱                  | – | ۱۹۴۴                                                                                |
| اولهاننزه         | ۰             | ۱                  | – | ۱۹۴۵                                                                                |
| تورینسه           | ۰             | ۱                  | – | ۱۹۵۶                                                                                |
| اسپورتینگ کوویلیا | ۰             | ۱                  | – | ۱۹۵۷                                                                                |
| فارنسه            | ۰             | ۱                  | – | ۱۹۹۰                                                                                |
| کامپومایورنسه     | ۰             | ۱                  | – | ۱۹۹۹                                                                                |
| اونیائو ده لیریا  | ۰             | ۱                  | – | ۲۰۰۳                                                                                |
| پاسوس ده فریرا    | ۰             | ۱                  | – | ۲۰۰۹                                                                                |
| چاوس              | ۰             | ۱                  | – | ۲۰۱۰                                                                                |